# Saint-Sulpice-d'Arnoult
Saint-Sulpice-d'Arnoult är en kommun i departementet Charente-Maritime i regionen Nouvelle-Aquitaine i västra Frankrike. Kommunen ligger  i kantonen Saint-Porchaire som ligger i arrondissementet Saintes. År 2022 hade Saint-Sulpice-d'Arnoult 919 invånare.

## Befolkningsutveckling
Antalet invånare i kommunen Saint-Sulpice-d'Arnoult
Referens:INSEE